# Telekommunikations-Überwachungsverordnung
Die deutsche Telekommunikations-Überwachungsverordnung (TKÜV) wurde am 22. Januar 2002 vom Bundesministerium für Wirtschaft und Technologie erlassen. Sie beinhaltet Regelungen, welche technischen Vorkehrungen von wem bereitzuhalten sind, damit im Falle einer möglichen, späteren Telekommunikationsüberwachung alle erforderlichen Schnittstellen bereits vorhanden sind. Die Überwachung der Kommunikation selbst richtet sich hingegen nach den anderen Vorschriften, insbesondere der Strafprozessordnung.
Die Telekommunikations-Überwachungsverordnung löste die bisherige Fernmeldeverkehr-Überwachungs-Verordnung (FÜV) ab.

## Zweck der Rechtsverordnung
Mit der Rechtsverordnung sollen:
1. die Maßnahmen zur Überwachung der Telekommunikation, die in Gesetzen (wie der Strafprozessordnung) erwähnt sind, geregelt werden.
2. das Genehmigungsverfahren und das Verfahren der Abnahme festgelegt werden.
3. bestimmt werden, bei welchen Telekommunikationsanlagen die durch das Telekommunikationsgesetz geforderten technischen Einrichtungen zur Umsetzung von Überwachungsmaßnahmen nicht zu gestalten und vorzuhalten sind,
4. Regelungen für die gemäß dem Telekommunikationsgesetz vorgesehenen Ausnahmefälle getroffen werden, in denen von der Erfüllung einzelner technischer Anforderungen abgesehen werden kann,
5. die Anforderungen an die Netzzugänge nach dem Telekommunikationsgesetz festgelegt werden, an die Aufzeichnungseinrichtungen der berechtigten Stellen angeschlossen werden, sowie

Diese Verordnung gilt für die Betreiber von Telekommunikationsanlagen, mittels derer Telekommunikationsdienstleistungen für die Öffentlichkeit (§ 3 Nr. 17 des Telekommunikationsgesetzes) angeboten werden.
Dies bedeutet, dass grundsätzlich alle Betreiber von Telekommunikationsanlagen, die ihre Dienste der Öffentlichkeit anbieten, zur Aufzeichnung und Weiterleitung der Kommunikationsdaten an die Strafverfolgungsorgane verpflichtet sind. Dabei ist gleichgültig, ob es sich dabei um Sprache oder Daten handelt. Allerdings sind Provider mit maximal 10.000 „Teilnehmern“ (Kunden) von bestimmten Pflichten ausgenommen (§ 3 Abs. 2 Satz 1 Nr. 5 TKÜV): Sie müssen „keine Vorkehrungen“ für Überwachungen treffen. Dies bedeutet, sie müssen keine so genannte SINA-Box bereithalten, mit der sie die Daten über das SINA-Netz an die Behörden übertragen können, sondern sie müssen die Überwachung im Bedarfsfall einrichten.

## Umsetzung
Die Technik muss von den Telekommunikationsanbietern selbst finanziert werden. Vor der Inbetriebnahme der Anlagen ist eine Abnahme der Überwachungsausrüstung durch die Bundesnetzagentur einzuholen. Die Frist zur Einführung der technischen Maßnahmen durch die Telekommunikationsanbieter endete am 31. Dezember 2004.
Seit Anfang 2005 verfügen das Bundeskriminalamt, das Bundesamt für Verfassungsschutz, das Zollkriminalamt, der Generalbundesanwalt sowie einige Landesämter über die notwendige Technik, um die protokollierten Daten abzuspeichern und auszuwerten. Zu den „berechtigten Stellen“ gehören aber auch einfache Polizeipräsidien. Diese können derzeit bei den zuvor genannten, besser ausgerüsteten Stellen Amtshilfe bei einer Überwachungsmaßnahme ersuchen.
Eine Überwachungsverfügung, wie sie dem Telekommunikationsanbieter (z. B. dem E-Mail-Provider) des Überwachten zugestellt wird, enthält unter anderem:
- „berechtigte Stelle“
- postalische Adresse
- zu überwachende Telefonnummer bzw. E-Mail-Adresse
- Referenznummer
- vorgeworfene Tatbestände
- FTP-Server (mit Zugangsdaten) der „berechtigten Stelle“, auf den die gesammelten Daten verschlüsselt übertragen werden (Alternativ können die Daten auch auf CD-R gebrannt und unverschlüsselt per Post verschickt werden.)

## Kritik
Kritik an der Rechtsverordnung kommt von den betroffenen Unternehmen und Datenschützern. Telekom-Unternehmen und Internetdienstanbieter beschweren sich über die entstehenden Kosten, die auf die Betreiber abgewälzt wurden. Datenschützer hingegen kritisieren die ihrer Meinung nach viel zu weit gehende umfassende Überwachung. Hacker kritisieren vor allem, dass die Schaffung von Abhörmöglichkeiten auch immer Missbrauchsmöglichkeiten schafft.
Hochgradig problematisch erscheint die aktuelle Praxis, dem Telekommunikationsanbieter im Überwachungsfall nicht nur die zu überwachende E-Mail-Adresse, sondern auch den vorgeworfenen Tatbestand zu übermitteln.
Für die TKÜV wurde im Herbst 2002 der verantwortliche Bundesminister Werner Müller mit einem Big Brother Award in der Kategorie „Kommunikation“ ausgezeichnet.
Heinz Fromm, der Präsident des Bundesamtes für Verfassungsschutz, war im Jahr 1994 Initiator der Fernmeldeverkehr-Überwachungs-Verordnung, dem Vorgänger der Telekommunikations-Überwachungsverordnung.